# Leonardo De Lorenzo
Leonardo De Lorenzo (ur. 29 sierpnia 1875 w Viggiano, zm. 29 lipca 1962 w Santa Barbara) – włoski wirtuoz fletu i pedagog.

## Życiorys
Urodzony w  Viggiano, w prowincji Potenza, De Lorenzo zaczął grać na flecie w wieku 8 lat i pojechał do Neapolu, do Konserwatorium muzycznego Conservatorio di San Pietro a Majella.  wieku 16 lat wyemigrował do Stanów Zjednoczonych Ameryki i pracował w hotelu w Cerulean, w stanie Kentucky, ale w 1898 powrócił do Włoch, aby zostać wziętym do wojska i zostać członkiem orkiestry wojskowej kierowanej przez Giovanniego Moranzoni.

Następnie rozpoczął swoją karierę i koncertował we Włoszech, Niemczech, Anglii i Południowej Afryce. W wieku 25 lat dołączył do orkiestry w Kapsztadzie. W 1907 powrócił do Neapolu aby ukończyć naukę, a następnie udał się znowu do Ameryki aby zostać pierwszym flecistą Filharmonii Nowojorskiej dyrygowaną przez Gustava Mahlera i grał w New York Symphony Orchestra w zastępstwie za Georges’a Barrère. Był także flecistą w orkiestrach w Minneapolis, Los Angeles i Rochester. W 1914 współpracując z Minneapolis Symphony Orchestra poznał Maude Peterson, pianistkę, która mu często towarzyszyła i wkrótce została jego żoną. W 1917 Los Angeles Flute Club zagrał na jego cześć musical a Lorenzo został pierwszym honorowym członkiem stowarzyszenia.

W latach 1923–1935 był profesorem w Szkole Muzycznej Eastmana na Uniwersytecie w Rochester i po przejściu na emeryturę zajął się komponowaniem i pisaniem publikacji teoretycznych. Kompozycje takie jak Saltarello i Pizzica-pizzica są hołdem dla charakterystycznych dźwięków tradycyjnej muzyki swojego rodzinnego miasta. Jego wszystkie materiały badawcze zostały przekazane do  Uniwersytetu Południowej Kalifornii 25 października 1953.

W tym samym roku otrzymał doktorat honoris causa w Washington International Academy i był współzałożycielem nowo utworzonego klubu w Mediolanie. 29 sierpnia 1955 Los Angeles Flute Club zorganizował koncert kompozycji Lorenza z okazji osiemdziesiątych urodzin. De Lorenzo marł w wieku 86 lat w swoim domu w Santa Barbara, California.
Istnieje konkurs fletowy jego imienia, tj. Międzynarodowy Konkurs Fletowy „Leonardo De Lorenzo” w Viggiano.

## Kompozycje
- Appassionato, na flet, op. 5
- Giovialità, na flet i fortepian, op. 15
- Serenata, na flet i fortepian, op. 16
- Saltarello, na flet, op. 27
- Carnevale di Venezia, na flet
- Nove grandi studi
- I tre virtuosi, na trzy flety, op. 31
- I seguaci di Pan, na cztery flety, op. 32
- Non plus ultra, na flet, op. 34
- Pizzica-Pizzica, na flet, op. 37
- Suite mitologica, na flet, op. 38
- Idillio, na flet i fortepian, op. 67
- Improvviso, na flet i fortepian, op. 72
- Sinfonietta (Divertimento Flautistico), na pięć fletów, op. 75
- Trio Eccentrico, na flet, klarnet i fagot, op. 76
- Trio Romantico, na flet, obój i klarnet, op. 78
- I quattro virtuosi (Divertimento fantastico), na flet, obój, klarnet i fagot, op. 80
- Capriccio, na cztery flety, op. 82

## Prace dydaktyczne
- L'Indispensabile. A complete modern school for the flute (1912)
- My complete story of the flute (1951)